# Neocyclops vicinus
Neocyclops vicinus – gatunek widłonoga z rodziny Halicyclopidae. Opisał go w 1955 roku zoolog Hans Volkmar Herbst, nadając mu nazwę Pareuryte vicina.